# Јужна капија деспота Стефана Лазаревића
Јужна капија деспота Стефана Лазаревића једна је од капија Београдске тврђаве, а настала је у 15. веку.

## Опште информације
Југоисточи бедем Горњег града Београдске тврђаве настао је у периоду између 1404. и 1427. године, када је Јужна капија, за време владавине Стефана Лазаревића. У овом периоду Јужна капија је представљала главни улаз у утврђење, а данас није у функцији, нити се њени остаци могу видети са спољашње стране бедема. Њен положај уочава се тек из унутрашњости Горњег града, педесетак метара западно од Сахат капије.
Године 2011. Јужна капија деспота Стефана Лазаревића је била угрожена због влаге и постојала је могућност да се уруши, али је ипак санирана и сачувана.